# Leichtathletik-Europameisterschaften 1978/Speerwurf der Frauen

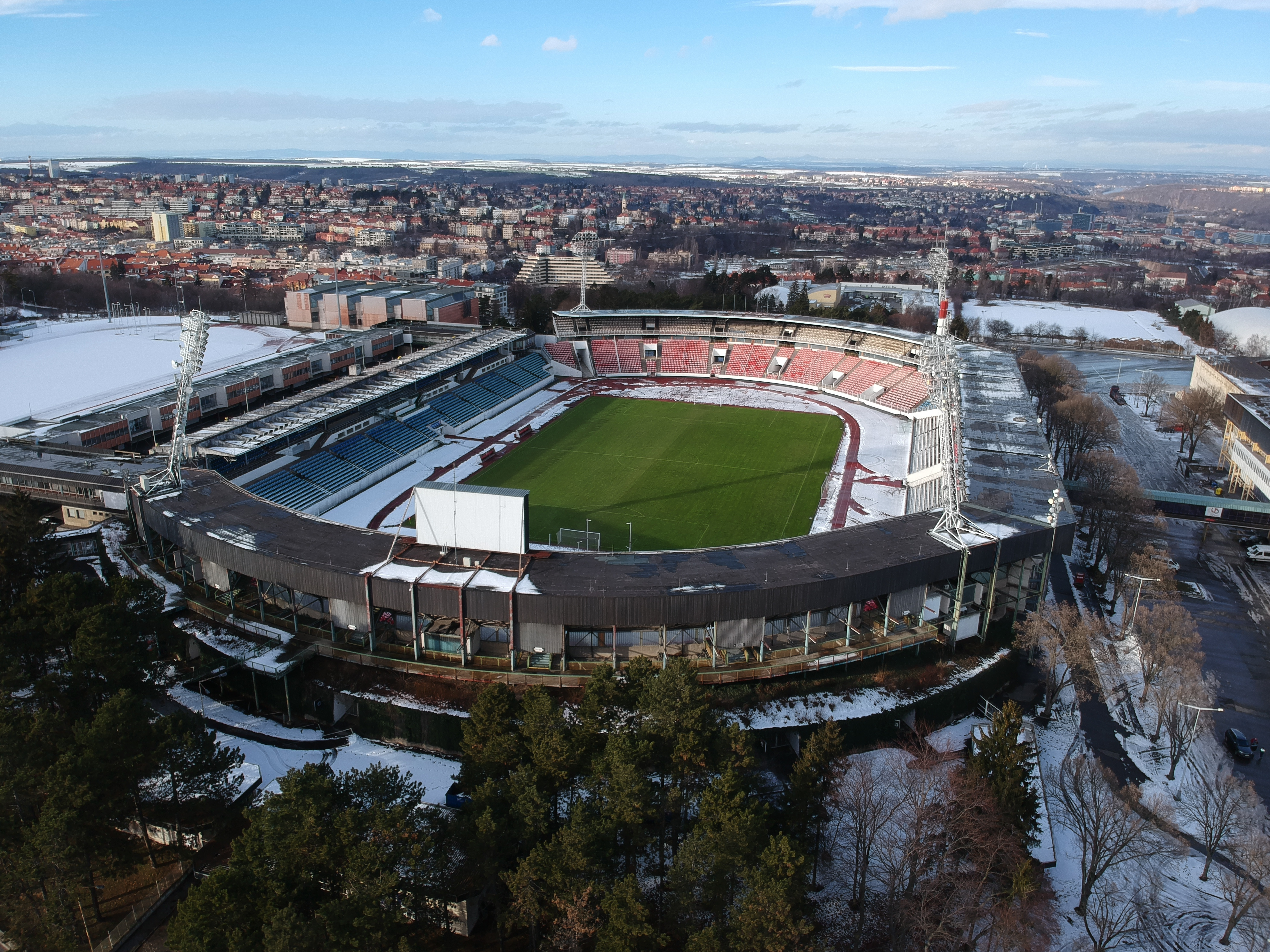
Das Stadion Evžena Rošického von Prag im Jahr 2009

Der Speerwurf der Frauen bei den Leichtathletik-Europameisterschaften 1978 wurde am 31. August und 1. September 1978 im Stadion Evžena Rošického von Prag ausgetragen.
Mit Gold und Bronze gab es in diesem Wettbewerb zwei Medaillen für die Sportlerinnen aus der DDR. Europameisterin wurde die Titelverteidigerin und zweifache Olympiasiegerin (1972/1976) Ruth Fuchs, die mit ihrem Siegeswurf ihren eigenen Europarekord um vier Zentimeter verbesserte. Sie gewann vor der Britin Tessa Sanderson. Bronze ging an Ute Hommola.

## Rekorde

### Bestehende Rekorde
| Weltrekord           | 69,32 m | Kate Schmidt | Fürth, BR Deutschland (heute Deutschland)          | 11. September 1977 |
| Europarekord         | 69,12 m | Ruth Fuchs   | Ost-Berlin (heute Berlin), DDR (heute Deutschland) | 10. Juli 1976      |
| Meisterschaftsrekord | 67,22 m | Ruth Fuchs   | EM Rom, Italien                                    | 2. September 1974  |

### Rekordverbesserungen
Der bestehende EM-Rekord wurde zweimal verbessert und außerdem gab es einen neuen Europarekord.
- Meisterschaftsrekorde:
  - 67,56 m – Ruth Fuchs (DDR), Finale am 1. September, zweiter Versuch
  - 69,16 m – Ruth Fuchs (DDR), Finale am 1. September, fünfter Versuch
- Europarekord:
  - 69,16 m – Ruth Fuchs (DDR), Finale am 1. September, fünfter Versuch

## Legende
Kurze Übersicht zur Bedeutung der Symbolik – so üblicherweise auch in sonstigen Veröffentlichungen verwendet:
| –  | verzichtet         |
| x  | ungültig           |
| CR | Championshiprekord |
| ER | Europarekord       |

## Qualifikation

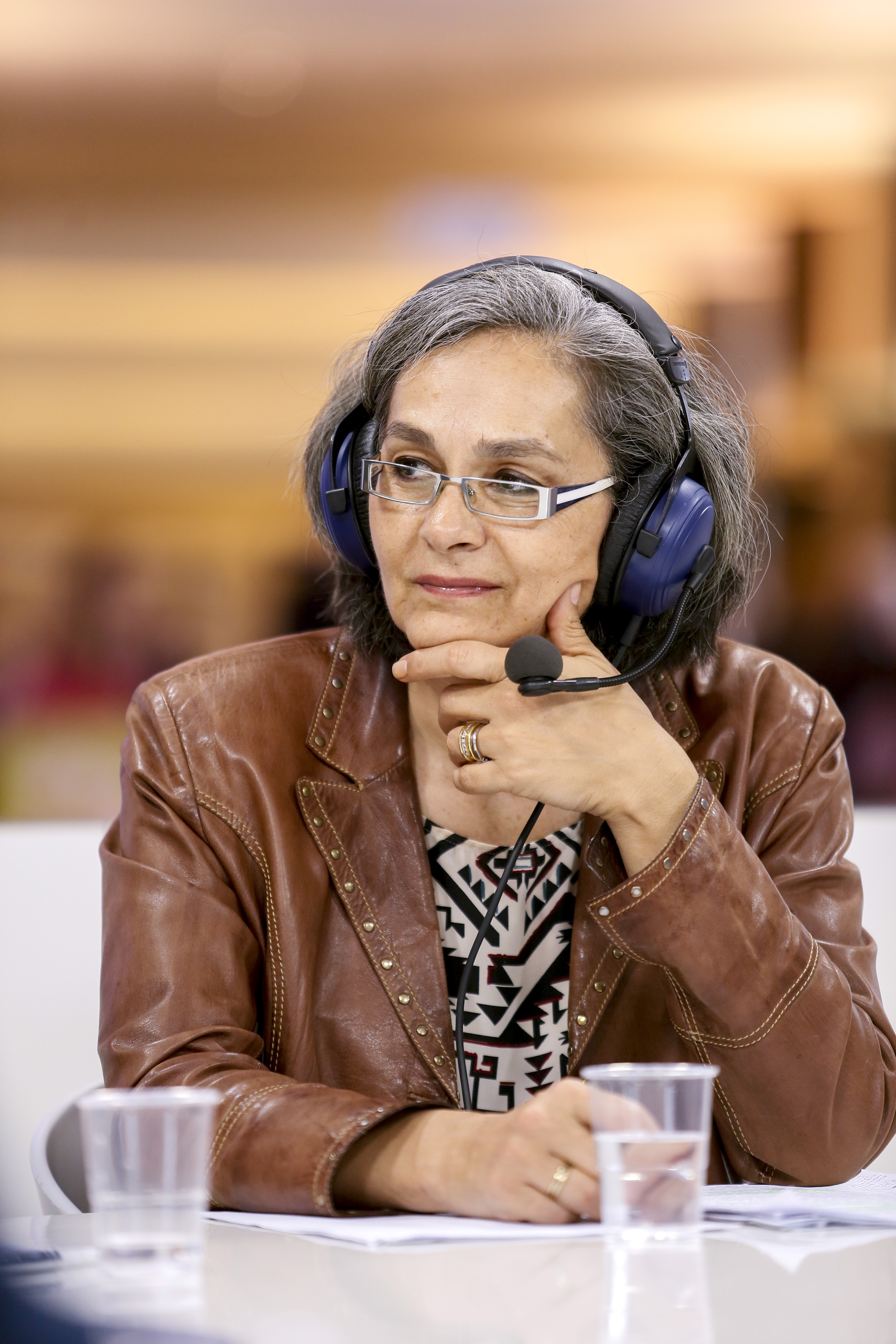
Sofia Sakorafa (hier als Politikerin im Jahr 2016) verpasste das Finale um 44 Zentimeter

31. August 1978
Sechzehn Wettbewerberinnen traten in zwei Gruppen zur Qualifikationsrunde an. Genau zwölf von ihnen (hellblau unterlegt) übertrafen die Qualifikationsweite für den direkten Finaleinzug von 57,00 m. Damit war die Mindestzahl von zwölf Finalteilnehmerinnen exakt erreicht. Die qualifizierten Athletinnen trugen am darauffolgenden Tag gemeinsam das Finale aus.
| Platz | Name                 | Nation           | Resultat (m) | 1. Versuch (m) | 2. Versuch (m) | 3. Versuch (m) |
| 1     | Nina Nikanorowa      | Sowjetunion      | 63,18        | 52,82          | 63,18          | –              |
| 2     | Ruth Fuchs           | DDR              | 60,36        | 60,36          | –              | –              |
| 3     | Éva Ráduly-Zörgő     | Rumänien         | 59,84        | 53,76          | 59,84          | –              |
| 4     | Jadvyga Putinienė    | Sowjetunion      | 59,84        | x              | 50,52          | 59,84          |
| 5     | Ingrid Thyssen       | BR Deutschland   | 59,62        | 59,62          | –              | –              |
| 6     | Iwanka Wantschewa    | Bulgarien        | 59,34        | 48,04          | x              | 59,34          |
| 7     | Tessa Sanderson      | Großbritannien   | 59,04        | 59,04          | –              | –              |
| 8     | Ute Richter          | DDR              | 59,00        | 59,00          | –              | –              |
| 9     | Eva Helmschmidt      | BR Deutschland   | 58,74        | 58,74          | –              | –              |
| 10    | Bernadette Blechacz  | Polen            | 58,38        | 51,14          | 53,06          | 58,38          |
| 11    | Elena Burgárová      | Tschechoslowakei | 57,40        | 54,74          | 57,40          | –              |
| 12    | Ute Hommola          | DDR              | 57,18        | 57,18          | –              | –              |
| 13    | Sofia Sakorafa       | Griechenland     | 56,56        | x              | x              | 56,56          |
| 14    | Tsvetanka Mikhailova | Bulgarien        | 54,72        | 51,98          | x              | 54,72          |
| 15    | Giuliana Amici       | Italien          | 52,66        | x              | 50,34          | 52,66          |
| 16    | Lidia Berkhout       | Niederlande      | 52,14        | 46,14          | x              | 52,14          |

## Finale

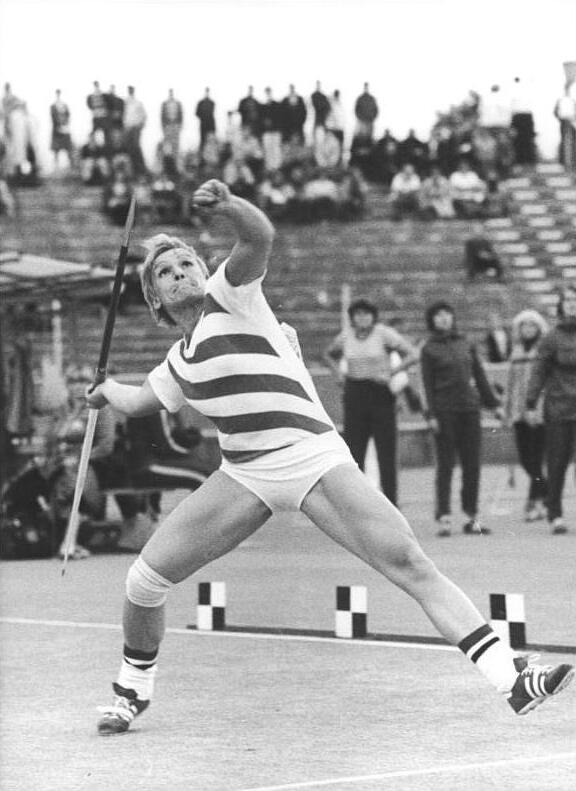
Europameisterin Ruth Fuchs verteidigte ihren Titel, außerdem hatte sie 1972 und 1976 zwei olympische Goldmedaillen errungen

1. September 1978, 17:00 Uhr
| Platz | Name                | Nation           | Resultat (m) | 1. Versuch (m) | 2. Versuch (m) | 3. Versuch (m) | 4. Versuch (m)                              | 5. Versuch (m)                              | 6. Versuch (m)                              |
| 1     | Ruth Fuchs          | DDR              | 69,16 ER     | 59,10          | 67,56 CR       | 51,56          | x                                           | 69,16 ER/CR                                 | 62,84                                       |
| 2     | Tessa Sanderson     | Großbritannien   | 62,40000     | 62,40          | x000           | x              | 58,76                                       | 60,62000000                                 | 57,96                                       |
| 3     | Ute Hommola         | DDR              | 62,32000     | 62,32          | x000           | 55,74          | 56,16                                       | 55,16000000                                 | 58,44                                       |
| 4     | Ute Richter         | DDR              | 62,04000     | 55,86          | 61,44000       | 62,04          | 59,14                                       | 57,26000000                                 | 58,88                                       |
| 5     | Éva Ráduly-Zörgő    | Rumänien         | 61,14000     | 59,32          | 51,74000       | 61,14          | 55,20                                       | 57,92000000                                 | 56,92                                       |
| 6     | Eva Helmschmidt     | BR Deutschland   | 60,96000     | 60,96          | 57,94000       | x              | 60,04                                       | 57,06000000                                 | 60,64                                       |
| 7     | Ingrid Thyssen      | BR Deutschland   | 60,18000     | 60,18          | 55,76000       | 54,86          | 55,38                                       | 56,76000000                                 | 51,66                                       |
| 8     | Bernadette Blechacz | Polen            | 60,14000     | 60,14          | 58,36000       | x              | 55,68                                       | x000000                                     | x                                           |
| 9     | Nina Nikanorowa     | Sowjetunion      | 57,50000     | 57,50          | 56,54000       | 54,86          | nicht im Finale der besten acht Werferinnen | nicht im Finale der besten acht Werferinnen | nicht im Finale der besten acht Werferinnen |
| 10    | Jadvyga Putinienė   | Sowjetunion      | 57,28000     | 56,94          | 56,14000       | 57,28          | nicht im Finale der besten acht Werferinnen | nicht im Finale der besten acht Werferinnen | nicht im Finale der besten acht Werferinnen |
| 11    | Elena Burgárová     | Tschechoslowakei | 57,22000     | 53,82          | 56,12000       | 57,22          | nicht im Finale der besten acht Werferinnen | nicht im Finale der besten acht Werferinnen | nicht im Finale der besten acht Werferinnen |
| 12    | Iwanka Wantschewa   | Bulgarien        | 53,10000     | 53,10          | x000           | x              | nicht im Finale der besten acht Werferinnen | nicht im Finale der besten acht Werferinnen | nicht im Finale der besten acht Werferinnen |

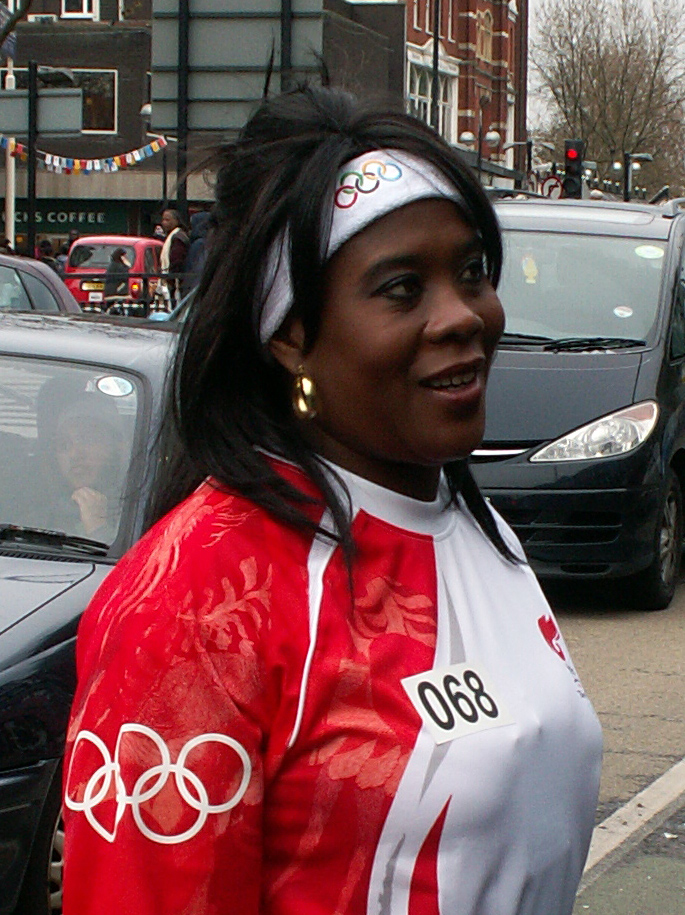
Vizeeuropameisterin Tessa Sanderson – sie setzte ihre Karriere noch über viele Jahre fort, ihr größter Erfolg: der Olympiasieg 1984
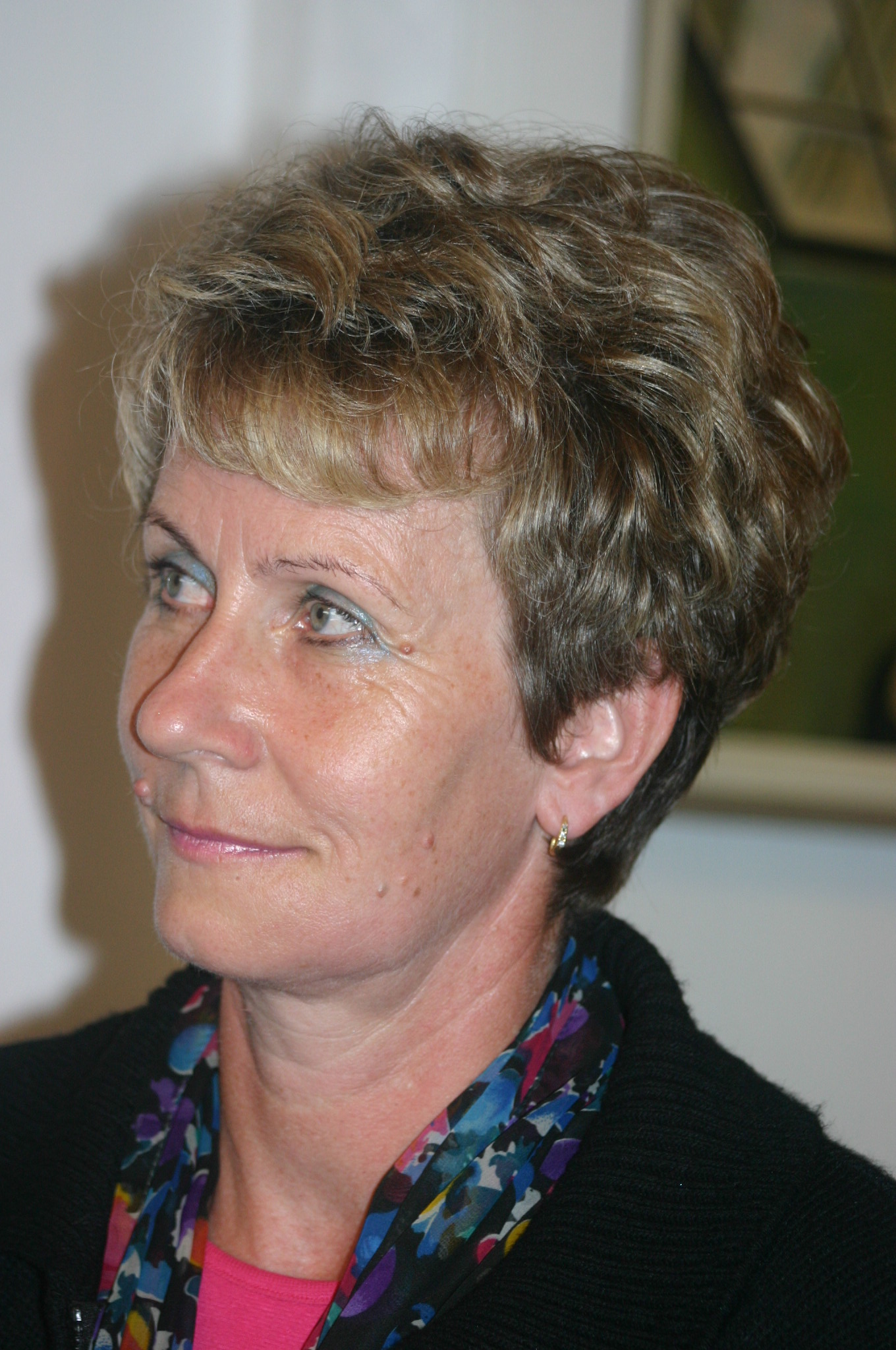
Éva Ráduly-Zörgő kam auf den fünften Platz und errang auch in den Jahren nach 1978 weitere vordere Platzierungen bei Olympischen Spielen und Weltmeisterschaften